# José Ignacio Mantecón Navasal
José Ignacio Mantecón Navasal (Saragossa, 1902 - Mèxic D.F., 1982) va ser un arxiver, i també polític espanyol, nomenat Governador general del territori republicà d'Aragó en el context de la Guerra Civil Espanyola. Durant la contesa va ocupar altres càrrecs, com a membre Consell Regional de Defensa d'Aragó i comissari de diversos unitats de l'Exèrcit Popular de la República.

## Biografia
Fill d'un important empresari i financer, des de molt jove la seva ideologia política es va orientar cap a un republicanisme d'esquerres. Després de la declaració de la Segona República Espanyola es va afiliar al partit Izquierda Republicana fundat per Manuel Azaña, que es convertiria en President de la República en 1936.
De família de l'alta burgesia, es va llicenciar en Història a la Universitat de Saragossa el 1920, amb Premi Extraordinari de fi de carrera, i en Dret el 1923. En aquella època van ser els seus amics de la tertúlia del Cafè Modern Rafael Sánchez Ventura, Juan Vicéns, Camón Aznar, Dorronsoro, Ugarte, etcètera. I mentre desenvolupava la seva tasca de professor auxiliar de Paleografia a Saragossa, es va doctorar en Dret a Madrid el 1925 amb un estudi sobre El règim municipal de la comunitat d'Albarrasí als segles xiii al xv. Amb posterioritat, va treure les oposicions al Cos d'Arxivers, Bibliotecaris i Arqueòlegs i, després d'un breu pas per la Biblioteca Nacional i l'Arxiu Històric Nacional, va treballar a l'Arxiu General d'Índies de Sevilla i al d'Hisenda de la mateixa ciutat. En aquests anys entaulà gran amistat amb l'escriptor i artista Ramón Acin, defensor dels obrers processats a Saragossa pels successos de 1934 i que feu campanya per a les eleccions de 1936 a Cinco Villas i altres zones d'Aragó. En aquesta etapa sevillana, fou president del Betis, i portà l'equip de futbol a la Primera Divisió.
Va ingressar al Cos d'Arxivers i va ser destinat a l'Arxiu General d'Índies, sent en aquesta etapa sevillana, president del Betis, i portant l'equip de futbol a la Primera Divisió.
Després de començar guerra civil, es va mantenir fidel a la República, encara que la seva família va ser víctima de la repressió franquista. Dins de l'Exèrcit Popular de la República, va ser comissari polític d'un batalló i posteriorment de la 72a Brigada Mixta. A partir de gener de 1937 va passar a ocupar el càrrec de Conseller de Justícia dins del Consell Regional de Defensa d'Aragó, organisme creat pels anarcosindicalistes i va governar el territori no revoltat d'Aragó fins a la seva dissolució pel govern republicà, a l'agost de 1937. El 10 d'agost Mantecón va ser nomenat Governador general del territori, posició que ocuparia fins a març de 1938 quan es va produir l'Ofensiva franquista d'Aragó. Després de l'ensulsiada del front aragonès va exercir el càrrec de comissari general de l'Exèrcit de l'Est i, en els últims dies de la guerra era Comissari inspector de l'Exèrcit de Llevant en la zona centre sud. En ser derrotada la República va partir rumb a l'exili.
Arribat a París, allí va ser secretari general del Servei d'Evacuació de Refugiats Espanyols (SERE) i va tenir al seu càrrec l'organització de diverses expedicions de refugiats cap a terres americanes. Va arribar a Mèxic al juliol de 1940 com a país d'exili en el qual s'instal·laria definitivament, i en 1948 va acabar afiliant-se al Partit Comunista Espanyol (PCE). Durant el seu exili va desenvolupar una destacada activitat com a catedràtic universitari i investigador en la Biblioteca Nacional de Mèxic. Durant aquests anys es converteix en un especialista en bibliografia i paleografia i arribarà a publicar més de 200 obres, entre llibres i assajos.